# Торе Педерсен
Торе Педерсен (норв. Tore Pedersen, нар. 29 вересня 1969, Фредрікстад) — норвезький футболіст, що грав на позиції захисника.
Виступав, зокрема, за клуби «Гетеборг», «Санкт-Паулі» та «Вімблдон», а також національну збірну Норвегії.

## Клубна кар'єра
У дорослому футболі дебютував 1987 року виступами за команду клубу «Сельба», в якій провів один рік. Згодом з 1988 по 1989 рік грав у складі команд клубів «Ліллестрем» та «Фредрікстад».
Своєю грою за останню команду привернув увагу представників тренерського штабу шведського клубу «Гетеборг», до складу якого приєднався 1990 року. Відіграв за команду з Гетеборга наступні два сезони своєї ігрової кар'єри. Більшість часу, проведеного у складі «Гетеборга», був основним гравцем захисту команди. Відіграв 60 матчів за клуб. В 1993 році повернувся до Норвегії, де протягом двох років виступав у «Бранні», після чого захищав кольори клубів «Олдем Атлетик» та «Санфречче Хіросіма». Того ж року став переможцем премії Кніксена, в номінації Захисник року.
1995 року уклав контракт з клубом «Санкт-Паулі», у складі якого провів наступні два роки своєї кар'єри гравця. Протягом цього часу зіграв лише 37 матчів. В 1997 році Педерсен уклав контракт з «Блекберн Роверз», але в цьому клубі грав дуже мало. З 1998 по 1999 рік продовжував кар'єру в «Айнтрахті», протягом цього сезону відіграв 20 матчів та відзначився 1 голом. З 1999 року два сезони захищав кольори команди клубу «Вімблдон», в якому зіграв лише 6 матчів. Наступними клубами ігрової кар'єри футболіста були «Трозві» та «Фредрікстад».
Завершив професійну ігрову кар'єру у клубі «Сельба», у складі якого вже виступав раніше. Прийшов до команди 2004 року, захищав її кольори до припинення виступів на професійному рівні у 2005 році.

## Виступи за збірну
12 вересня 1990 року дебютував у складі національної збірної Норвегії в переможному (2:0) матчі проти збірної СРСР. Протягом кар'єри у національній команді, яка тривала 10 років, провів у формі головної команди країни 45 матчів.

## Статистика виступів

### На клубному рівні
| Виступи в клубах | Виступи в клубах     | Виступи в клубах | Чемпіонат | Чемпіонат |
| Сезон            | Клуб                 | Ліга             | Матчі     | Голи      |
| Норвегія         | Норвегія             | Норвегія         | Ліга      | Ліга      |
| ---------------- | -------------------- | ---------------- | --------- | --------- |
| 1987             | Сельбак              |                  |           |           |
| 1988             | Ліллестрем           | Перший дивізіон  | 0         | 0         |
| 1989             | Фредрікстад          |                  |           |           |
| Швеція           | Швеція               | Швеція           | Ліга      | Ліга      |
| 1990             | Гетеборг             | Аллсвенскан      | 14        | 0         |
| 1991             | Гетеборг             | Аллсвенскан      | 25        | 0         |
| 1992             | Гетеборг             | Аллсвенскан      | 21        | 0         |
| Норвегія         | Норвегія             | Норвегія         | Ліга      | Ліга      |
| 1993             | Бранн                | Елітесеріен      | 22        | 0         |
| Англія           | Англія               | Англія           | Ліга      | Ліга      |
| 1993–94          | Олдем Атлетік        | Прем'єр-ліга     | 13        | 0         |
| Японія           | Японія               | Японія           | Ліга      | Ліга      |
| 1994             | Санфрече Хіросіма    | Джей-ліга        | 14        | 0         |
| 1995             | Санфрече Хіросіма    | Джей-ліга        | 0         | 0         |
| Норвегія         | Норвегія             | Норвегія         | Ліга      | Ліга      |
| 1995             | Бранн                | Елітесеріен      | 12        | 0         |
| Німеччина        | Німеччина            | Німеччина        | Ліга      | Ліга      |
| 1995–96          | Санкт-Паулі          | Бундесліга       | 12        | 0         |
| 1996–97          | Санкт-Паулі          | Бундесліга       | 25        | 0         |
| Англія           | Англія               | Англія           | Ліга      | Ліга      |
| 1997–98          | Блекберн Роверз      | Прем'єр-ліга     | 5         | 0         |
| Німеччина        | Німеччина            | Німеччина        | Ліга      | Ліга      |
| 1998–99          | Айнтрахт (Франкфурт) | Бундесліга       | 20        | 1         |
| Англія           | Англія               | Англія           | Ліга      | Ліга      |
| 1999–00          | Вімблдон             | Прем'єр-ліга     | 6         | 0         |
| 2000–01          | Вімблдон             | Перший дивізіон  | 0         | 0         |
| Норвегія         | Норвегія             | Норвегія         | Ліга      | Ліга      |
| 2001             | Тросвік              |                  |           |           |
| 2002             | Фредрікстад          |                  | 24        | 3         |
| 2003             | Фредрікстад          |                  | 14        | 0         |
| 2004             | Сельбак              |                  |           |           |
| 2005             | Сельбак              |                  |           |           |
| Країна           | Норвегія             | Норвегія         | 72        | 3         |
| Країна           | Швеція               | Швеція           | 60        | 0         |
| Країна           | Англія               | Англія           | 21        | 0         |
| Країна           | Японія               | Японія           | 14        | 0         |
| Країна           | Німеччина            | Німеччина        | 57        | 1         |
| Загалом          | Загалом              | Загалом          | 224       | 4         |

### У національній збірній
| національна збірна Норвегії | національна збірна Норвегії | національна збірна Норвегії |
| Рік                         | Матчі                       | Голи                        |
| --------------------------- | --------------------------- | --------------------------- |
| 1990                        | 5                           | 0                           |
| 1991                        | 8                           | 0                           |
| 1992                        | 10                          | 0                           |
| 1993                        | 10                          | 0                           |
| 1994                        | 5                           | 0                           |
| 1995                        | 1                           | 0                           |
| 1996                        | 1                           | 0                           |
| 1997                        | 4                           | 0                           |
| 1998                        | 0                           | 0                           |
| 1999                        | 3                           | 0                           |
| Загалом                     | 47                          | 0                           |